# Classe ATC B02
La classe ATC B02, dénommée « Antihémorragiques », est un sous-groupe thérapeutique de la classification anatomique, thérapeutique et chimique, développée par l'OMS pour classer les médicaments et autres produits médicaux. La classe ATC vétérinaire correspondante dans la classification ATCvet est QB02. Le sous-groupe présenté ici est celui établi par l'OMS, et peut donc différer des versions dérivées utilisées dans certains pays. Il fait partie du groupe anatomique B de la classification, intitulé « Sang et organes hématopoïétiques ».

## B02A Antifibrinolytiques

### B02AA Acides aminés
B02AA01 Aminocaproïque acide
B02AA02 Tranexamique acide
B02AA03 Aminométhylbenzoïque acide (en)

### B02AB Inhibiteurs de protéinases
B02AB01 Aprotinine (en)
B02AB02 Alfa1-antitrypsine
B02AB04 Camostat

## B02B Vitamine K et autres hémostatiques

### B02BA Vitamine K
B02BA01 Phytoménadione
B02BA02 Ménadione

### B02BB Fibrinogène
B02BB01 Fibrinogène humain

### B02BC Hémostatiques locaux
B02BC01 Éponge de gélatine absorbable
B02BC02 compresse ou éponge de cellulose oxydée
B02BC03 Tétragalacturonique acide hydroxyméthylester (en)
B02BC05 Adrénalone
B02BC06 Thrombine
B02BC07 Collagène
B02BC08 Calcium alginate
B02BC09 Épinéphrine
B02BC30 Associations d'hémostatiques locaux

### B02BD Facteurs de la coagulation sanguine
B02BD01 Facteurs de coagulation IX, II, VII et X en association
B02BD02 Facteur VIII de coagulation
B02BD03 Complexe prothrombique activé
B02BD04 Facteur IX de coagulation
B02BD05 Facteur VII de coagulation
B02BD06 Facteur Von Willebrand et facteur VIII de coagulation en association
B02BD07 Facteur XIII de coagulation
B02BD08 Facteur VIIa de coagulation
B02BD10 Facteur Von Willebrand
B02BD11 Catridécacog (en)
B02BD13 Facteur X de coagulation
B02BD14 Susoctocog alfa
B02BD30 Thrombine

### B02BX Autres hémostatiques systémiques
B02BX01 Étamsylate (en)
B02BX02 Carbazochrome (en)
B02BX03 Batroxobine (en)
B02BX04 Romiplostim
B02BX05 Eltrombopag
B02BX06 Emicizumab